# Halga
Halga, también Helgi, Helghe o Helgo (n. 528) fue un legendario rey vikingo de Dinamarca en la era de Vendel (siglo VI). La fecha nunca ha sido tema de polémica y se da como válida por las fuentes escritas contemporáneas y las incursiones de Hygelac en Frisia hacia 516. Su figura protohistórica recibe el aval de las excavaciones arqueológicas en los montículos funerarios de los reyes Eadgils y Ohthere en Suecia.

## Etimología
Su nombre procede del protonórdico *Hailaga, que significa «dedicado a los dioses».

## Beowulf
En el poema épico Beowulf, Halga se menciona brevemente como el «valiente Halga», uno de los cuatro hijos de Healfdene, junto a Heorogar, Hroðgar y una hija sin nombre (pero que las fuentes nórdicas llaman Signý) que casó con el rey de Suecia
Hroðulf (Hrólfr Kraki) solo se menciona como el sobrino de Hroðgar, pero se especifica como hijo de Halga en las fuentes nórdicas.

## Chronicon LethrenseyAnnales Lundenses
En Chronicon Lethrense (y su libro Annales Lundenses) citan que Halfdan (Healfdene) tuvo dos hijos, Helghe y Ro (Hroðgar). Cuando Halfdan murió de edad avanzada, Helghe y Ro dividieron el reino. Ro gobernó la tierra, y Helghe los mares. Un día, Helghe llegó a Halland/Lolland y se acostó con Thore, la hija de uno de los granjeros de Ro y como resultado de la reclación nació Yrsa. Más tarde, conoció a Yrsa, desconociendo que era su propia hija y la dejó embarazada de Hrólfr Kraki (Hroðulf). Helghe más tarde luchó en Wendland y mató al rey de los wendos. También obtuvo Dinamarca al matar al rey Hodbrod. Tras encontrar a Yrse, con quien había dormido y tuvo una hija, se dirigió hacia el Este y se suicidó.
Con Helghe y Ro muertos, el rey Hakon/Athisl (Eadgils) forzó a los daneses a aceptar a un perro como rey. El rey Can fue reemplazado por Hrólfr Kraki.

## Gesta Danorum
Si Chronicon Lethrense menciona que los suiones (suecos) humillaron a los daneses tras la muerte de Helge, Saxo Grammaticus no menciona ni una palabra, pero sin embargo Helgo humilla a los suecos en Gesta Danorum (Libro 2). Por otro lado confunde la figura de Helgo con Helgi Hundingsbane, quien en otras fuentes se identifica con un Völsung o un gauta Wulfing (Ylfing), posiblemente por la información sobre ambos relacionado con la muerte de Hothbrodd.
Saxo coincide con Beowulf y Chronicon Lethrense con la descripción de Helgo y Ro (Hroðgar) como hijos de Haldanus (Healfdene). Igual que Chronicon Lethrense, menciona que Ro y Helgo partieron el reino tras la muerte de su padre, Ro tomado la tierra y Helgo el mar. Saxo también dice que Helgo era un personaje de gran estatura.
Helgo atacó y mató al rey Skalk de Sklavia (rey de Wendland), subyugando Sklavia en una provincia danesa. En sus incursiones, Helgo llegó a Thurø, donde encontró y forzó a la joven Thora, y así nació Urse.
Ganó el apodo Hundingsbane tras matar a Hunding, rey de Sajonia, y conquistó Jutlandia, imponiendo a sus lugartenientes Heske, Eyr y Ler en el gobierno. Luego humilló a la aristocracia sajona mediante la promulgación de una ley que el asesinato de uno de ellos sería no más costoso en el pago de un wergeld por un plebeyo.
Cuando Helgo regresó a Thurø años más tarde, Thora vengó su virginidad perdida enviando Urse a Helgo, quien sin saberlo violó a su propia hija. De esa relación nace Roluo Kraki (Hroðulf).
Aunque Chronicon Lethrense y Annales Lundenses no explican la razón de matar a Hothbrodd para obtener Dinamarca, Gesta Danorum presenta a Hothbrodd como rey de los suecos, quienes invadieron Dinamarca y mataron a Ro. Tras matar a Hothbrodd, en venganza por la muerte de su hermano, humilló a los suecos prohibiendo que cualquier delito contra los suecos pudiese ser penalizado por la ley. Más tarde, odiando a su propia patria, fue hacia el Este y se suicida lanzándose sobre su propia espada. Roluo le sucedió en el trono.

## Hrólfs saga kraka
En Hrólfs saga kraka, Halfdan (Healfdene) tenía tres hijos, Helgi, Hróarr (Hroðgar) y una hembra Signý. La hermana era la mayor y casó con un jarl llamado Sævil, con quien tuvo un hijo llamado Hrókr. Halfdan murió en manos de su propio hermano Fróði (Froda) y ambos hermanos tuvieron que buscar refugio en una isla al amparo de un hombre llamado Vivil hasta encontrar la oportunidad de vengar a su padre y matar a Fróði.
Hróarr se fue a Northumbria y casó con la hija del rey Norðr, llamada Ögn, mientras Helgi se convertía en nuevo rey de Dinamarca, pero se mantuvo soltero. Helgi cortejó a la reina de Sajonia llamada Oluf. Ella le rechazó, pero no contenta con la negativa, además le afeitó la cabeza y le cubrió con alquitrán mientras dormía, devolviéndole a su reino con su barco. Más tarde regresó, y engañando a la reina, la secuestró por un tiempo y la dejó preñada.
Cuando Oluf regresó a su reino, dio a luz una niña que llamó Yrsa como su perro y fue enviada para ser criada con un pastor hasta que cumplió los doce años cuando conoció a su padre Helgi que se enamoró de ella sin saber que era su propia hija. Oluf ocultó el parentesco con vistas a vengarse de Helgi. Helgi e Yrsa concibieron un hijo, Hrólfr Kraki (Hroðulf).
Por su parte del reino, Hróarr recibió un anillo precioso, una reliquia. Pero había un pretendiente al trono, su sobrino Hrókr que no recibió nada. Hrókr se dirigió a Northumbria, mató a Hróarr y lanzó el anillo al mar, que más tarde recuperó Agnar, el hijo de Hróarr. Helgi vengó la muerte de su hermano, amputando las extremidades de Hrókr.
Conociendo que Helgi e Yrsa vivían felices juntos, la reina Oluf viajó a Dinamarca para decirle a su hija la verdad. Yrsa se conmocionó y aunque Helgi quiso mantener la relación como estaba, ella insistió en abandonarle. Más tarde el rey de los suiones (suecos) Aðils (Eadgils) la tomó como esposa, lo que hizo a Helgi aún más desdichado.
Más tarde, durante la época de Yule, un ente aparece en forma de anciana visitó a Helgi mientras estaba en su cabaña de caza. Nadie, a excepción del rey, estaba autorizado a entrar en la cabaña pero la aparición insistió en dormir en su cama. Helgi aceptó no de buen grado y cuando se postró en la cama, se convirtió en una hermosa mujer elfo, la más bella nunca vista antes. Helgi la forzó y la dejó embarazada de una niña llamada Skuld. Helgi olvidó a la mujer, pero unos días más tarde el ente apareció con la niña en brazos. Más tarde la niña casaría con el guerrero Hjörvarðr (Heoroweard), el verdugo de Hrólfr Kraki.
Añorando a Yrsa, Helgi fue a Gamla Uppsala para recuperarla, pero el rey Aðils lo mató en el campo de batalla y le sucedió en el trono su hijo Hrólfr.

## Saga SkjöldungayBjarkarímur
La saga Skjöldunga y Bjarkarímur relatan que Halfdan (Healfdene) y su reina consorte Sigrith tuvieron tres hijos: dos varones, Roas (Hroðgar) y Helgo, y una hembra Signý.
Ingjaldus (Ingeld, aquí aparece como hermanastro de Halfdan) atacó a Halfdan, matándole y tomando a Sigrith como esposa. Ingjaldus y Sigrith tiene dos hijos Rærecus y Frodo (Froda), while Signý creció con su madre hasta que casó con el jarl de Selandia Sævil. Roas y Helgo sobreviven escondidos en una isla cerca de Skåne, y cuando crecieron, vengaron a su padre matando a Ingjaldus.
Ambos hermanos gobernaron Dinamarca en diarquía, Roas casó con la hija del rey de Inglaterra. Helgo, por su parte, forzó a Olava, reina de los sajones y dio a luz una niña llamada Yrsa. La niña casó más tarde con el rey Adillus (Eadgils), rey de los suiones (suecos). Años más tarde, Helgo atacó a los suecos y capturó a Yrsa, a quien violó y dio a luz un niño llamado Rolfo (Hroðulf). Después de algunos años, la madre de Yrsa, la reina Olava, la visitó y le confesó que Helgo era su propio padre. Yrsa se fue con Adillus, dejando a su hijo atrás. Helgo murió cuando Rolfo cumplió ocho años, y le sucedió en el trono. Roas fue asesinado por sus hermanastros Rærecus y Frodo, y en consecuencia Rolfo se convirtió en único soberano de Dinamarca.

## Saga Ynglinga
La saga Ynglinga de Snorri Sturluson, también hace mención de Helgi, Eadgils e Yrsa, y hace referencia en sus citas a la versión perdida de la saga Skjöldunga de la que tuvo acceso.
Snorri menciona que Helgi, hijo de Halfdan (Healfdene), gobernó Lejre. Invadió Suecia con un gran ejército y el rey Aðils (Eadgils) no puedo hacer más que escapar a Upsala. Helgi amasó una gran riqueza con el botín y tomó a la reina Yrsa para él (quien Aðils encontró en Sajonia). Yrsa dio a luz un hijo llamado Hrólfr Kraki (Hroðulf). Cuando el muchacho cumplió tres años, la madre de Yrsa, la reina Alof de Sajonia, la visitó y confesó que Helgi era su propio padre. Yrsa regresó a Suecia con el rey Aðils. Hrólfr Kraki tenía ocho años cuando Helgi murió en una expedición vikinga, y Hrólfr fue proclamado su heredero y sucesor.

## Adán de Bremen
Según Adán de Bremen, el rey Halga fue derrocado por el vikingo de origen sueco, Olof el Descarado cuyo linaje dominaría Dinamarca al menos durante varias generaciones.